# She's Out of My League
She's Out of My League (prt: Ela É Demais para Mim; bra: Ela É Demais pra Mim) é um filme estadunidense de 2010, do gênero comédia romântica, dirigido por Jim Field Smith.

## Elenco
| Ator               | Personagem       |
| ------------------ | ---------------- |
| Jay Baruchel       | Kirk             |
| Alice Eve          | Molly            |
| T. J. Miller       | Stainer          |
| Mike Vogel         | Jack             |
| Nate Torrence      | Devon            |
| Lindsay Sloane     | Marnie           |
| Krysten Ritter     | Patty            |
| Jessica St. Clair  | Debbie           |
| Andrew Daly        | Mr. Fuller       |
| Nicole Leigh Belle | patrono da boate |
| Kyle Bornheimer    | Dylan            |